# Nicola Minichiello
Nicola Minichiello (née Gautier), née le 21 mars 1978, est une bobeuse britannique en tant que pilote. Elle est la seule pilote britannique à avoir remporté un titre de championne du monde acquis en 2009 à Lake Placid avec Gillian Cooke comme pousseuse, elle avait auparavant remporté une médaille d'argent lors des Mondiaux de 2005 à Calgary avec Jackie Davies. En Coupe du monde, son meilleur classement au général a été obtenu lors de la saison 2009 avec une 3e place derrière les Allemandes Sandra Kiriasis et Cathleen Martini. Enfin, elle a participé aux Jeux olympiques d'hiver de 2002 de Salt Lake City et aux Jeux olympiques d'hiver de 2006 de Turin où elle se classa à chaque fois à la 9e place. Avant de se lancer en bobsleigh, elle pratiquait l'heptathlon, terminant 16e des universiade de Pékin et étant troisième meilleure britannique.
À côté de sa carrière sportive, elle est bachelor de sciences en éducation physique, obtenue au Sheffield Hallam University.

## Championne du monde 2009
Au terme de quatre courses, Minichiello en compagnie de Gillian Cooke remporte son premier titre de championne du monde. Outsider, elle surprend les favorites pour s'imposer devant les Américaines Shauna Rohbock/Elana Meyers et les Allemandes Cathleen Martini/Janine Tischer. Il s'agit du premier titre du Royaume-Uni en bob à 2 féminin (créé en 2000) et elle met fin à une série de cinq titres allemands consécutifs, il s'agit également du premier titre de champion du monde britannique depuis les mondiaux de 1965 avec la victoire en bob à 2 masculin du duo Anthony Nash/Robin Dixon.

## Palmarès
| Événement/Année | Événement/Année | 2002 | 2003 | 2004 | 2005 | 2006 | 2007 | 2008 | 2009 | 2010 |
| Jeux Olympiques | bob à 2         | 9e   |      |      |      | 9e   |      |      |      |      |
| Champ. monde    | bob à 2         |      |      |      | 2e   |      | 16e  | 6e   | 1er  |      |
| Champ. monde    | bob mixte       |      |      |      |      |      |      |      |      |      |
| Coupe du monde  | bob à 2         |      |      |      | 8e   | 7e   | 17e  | 7e   | 3e   | 14e  |

### Coupe du monde
- 4 podiums : 1 deuxième place et 3 troisièmes places.